# Malinówka (województwo podlaskie)
Malinówka – wieś w Polsce położona w województwie podlaskim, w powiecie suwalskim, w gminie Bakałarzewo.
Wieś duchowna położona była w końcu XVIII wieku w powiecie grodzieńskim województwa trockiego. W latach 1975–1998 miejscowość administracyjnie należała do województwa suwalskiego.

## Historia
Najstarsza wzmianka opisująca wieś Malinówka pochodzi z 1604 roku. Należała ona wtedy do króla, a więc nie wychodziła ona do dóbr Bakałarzewo.
Około 15.09.1655 przez Malinówkę przemaszerowała armia szwedzka. Kartografowie szwedzcy oznaczyli tę wieś liczbą 12, która oznaczała ile znajdowało się tam wówczas domów. Malinówka gościła wtedy szwedzką altylerię. 
W XVIII wieku Malinówka była średniej wielkości wsią. W 1775 roku naliczono tu 16 domów, z których zapłacono łącznie 96 zł podatku.
W 1827 roku Malinówka była wsią rządową. Nie wchodziła w skład dóbr Bakałarzewo ale należała do parafii bakałarzewskiej. Obszar wsi obejmował osiem włók ziemi.
Pod koniec XIX wieku wzrost zaludnienia wsi szybko poszedł w górę.  W 1891 roku naliczono 323 mieszkańców. Malinówka obejmowała wtedy obszar 623 mórg.
Skutki II wojny światowej były niewyobrażalne. Wieś została niemal całkowicie zniszczona. Wielu mieszkańców straciło życie, zdrowie czy domostwo.
Latem 1944 roku do Bakałarzewa zbliżała się Armia Czerwona. Mieszkańcy wsi zmuszani byli do kopania okopów. Jesienią tego roku do Malinówki wkroczyli Rosjanie. Front zatrzymał się na cztery miesiące. W tym czasie powstały tu trzy linie sowieckich okopów.
W 1946 roku oszacowano, że Malinówka została zniszczona w 90 proc.